# Relações entre Emirados Árabes Unidos e Vietnã
As relações entre Emirados Árabes Unidos e Vietnã referem-se às relações bilaterais entre os dois países. Os Emirados Árabes Unidos têm uma embaixada em Hanói, enquanto o Vietnã tem uma embaixada em Abu Dhabi.

## História
Embora os dois países sejam, em sua maior parte, cultural e religiosamente diferentes, os Chams, um povo indígena das regiões central e sul do Vietnã, compartilham a mesma religião que os emiradenses e adotaram o islamismo como resultado dos negócios históricos dos comerciantes árabes e dos comerciantes malaios, que trouxeram essa religião para a região.

## Relações econômicas
Desde a reforma econômica de 1986 no Vietnã, os Emirados Árabes Unidos se tornaram um dos maiores investidores econômicos árabes e islâmicos no Vietnã. Os Emirados Árabes Unidos também são doadores para construções de várias mesquitas no Vietnã, incluindo a maior mesquita do Vietnã, inaugurada em janeiro de 2006 em Xuân Lộc, província de Đồng Nai; sua construção foi parcialmente financiada por doações da Arábia Saudita e dos Emirados Árabes Unidos. Os Emirados Árabes Unidos também fornecem educação islâmica para a comunidade muçulmana vietnamita, principalmente os Chams.